# Бленч, Роджер
Роджер Бленч (англ. Roger Blench; род. 1953) — британский лингвист, специалист по этнической музыке, антрополог. Магистр и доктор Кембриджского университета, живёт в Кембридже. Несмотря на многочисленные научные публикации, не преподаёт, а работает частным консультантом.

## Научная деятельность
Является признанным экспертом по языкам Африки.
Основной сферой интереса Бленча в лингвистике являются нигеро-конголезские языки. Он также исследовал нило-сахарские и афразийские языки, а также опубликовал ряд работ по другим семьям и исчезающим языкам.
Автор множества публикаций по проблемам на стыке лингвистики и археологии, главным образом в Африке, но с недавнего времени также в Восточной Азии. В настоящее время участвует в долгосрочном проекте по документации языков Центральной Нигерии.
Активно сотрудничал с профессором Кей Уильямсон, а после смерти последней в январе 2005 г. возглавил Образовательный фонд Кей Уильямсон, одной из целью которого является финансирование изучения нигерийских языков.
Также проводил исследования и оценки по мероприятиям международного сотрудничества в разных странах мира, является консультантом лондонского Института заморского развития (en:Overseas Development Institute).

### Сочинения
- 1992. Crozier, D. H. & Blench, R. M. An Index of Nigerian Languages. Abuja: Language Development Centre; Ilorin: University of Ilorin; Dallas: SIL. ISBN 0-88312-611-7
- 1997. Blench, R. M. & Spriggs, M., eds. Archaeology and Language I: theoretical and methodological orientations. London: Routledge. ISBN 0-415-11760-7
- 1998. Blench, R. M. & Spriggs, M., eds. Archaeology and Language II: correlating archaeological and linguistic hypotheses. London: Routledge. ISBN 0-415-11761-5
- 1999a. Blench, R. M. & Spriggs, M., eds. Archaeology and Language III: Artefacts, languages, and texts. London: Routledge. ISBN 0-415-10054-2
- 1999b. Blench, R. M. & Spriggs, M., eds. Archaeology and Language, IV: language change and cultural transformation. London: Routledge. ISBN 0-415-11786-0
- 2000. Blench, R. M. & MacDonald, K. C., eds. The Origin and Development of African Livestock. London: University College Press.
- 2005. Sagart, L.; Blench, R. M. & Sanchez-Mazas, Alicia, eds. The Peopling of East Asia. London: Routledge. ISBN 0-415-32242-1
- 2006. Archaeology, Language, and the African Past. AltaMira Press. ISBN 0-759-10465-4
- 2008. Sanchez-Mazas, Alicia; Blench, R. M. et al., eds. Human Migrations in Continental East Asia and Taiwan: matching archaeology, linguistics and genetics. London: Routledge.